# Lepadella pseudoacuminata
Lepadella pseudoacuminata är en hjuldjursart som beskrevs av Fusa Sudzuki H. 1998. Lepadella pseudoacuminata ingår i släktet Lepadella och familjen Lepadellidae. Inga underarter finns listade i Catalogue of Life.